# Kharwar
Kharwar (Khairwar). – Pleme iz takozvane grupe Adivasi nastanjeno u Indiji u Jharkhandu, Biharu i Orissi (480,000; 2005), Bangladešu (1,600) i Nepalu (500). Kharwari su dravidskog porijekla koje živi od zemljoradnje. Prema Risley-u njihovo ime označava ‘travu’ a pripadnici ovoga naroda nikada je ne uništavaju. Neki od Kharwara smatraju sebe Suryavanshi Rajput-ima. Raja Harishchandra je poznat kao predak ovoga naroda. Kharwari su tamnoputi narod. Podaci za državu Uttar Pradesh govore da ih je u distriktima Deoria, Ballia. Ghazipur, Varanasi (Chandauli) i Sonbhadra živjelo nešto manje od 62,000. Na području Bihara oni govore mundari. Sastoje se od pot-plemena: Surajbanshi, Patbandi, Daulatbandi, Kheri, Rawat, Mangati, Goju, Makhia etc. U državi Orissa žive u distriktu Keonjhar, a u Jharkhandu u distriktu Palamau. 
Kharwari su poznati još od 11. i 12 stoljeća.

## Vanjske poveznice
- Kharwar Tribe
- Dinesh Kumar, Prevalence of female infertility...